# 在宅療養後方支援病院
在宅療養後方支援病院（ざいたくりょうようこうほうしえんびょういん）とは、日本において2014年（平成26年）に制度化された在宅医療を支える制度の一つ。

## 概要
在宅療養中の患者が、体調の急変を起こすなどの緊急時においてもスムーズに受診・入院ができる体制を主治医との間であらかじめ整えてある医療機関を指す。
患者は、あらかじめ「緊急時に入院を希望する病院」として主治医を通し、医療機関を事前登録をする必要がある。また、入院希望患者の届出は１病院につき１患者を想定したものであり、１人の患者が複数の医療機関に当該届出を行うことは想定されていないため、医療機関側が当該届出を受理する際は患者が他に当該届出を行っている病院がないか、十分に連携医療機関及び患者に確認することが必要になる。

## 承認要件
- 許可病床200 床以上の病院であること[3]。
- 当該病院を緊急時に入院を希望する病院としてあらかじめ当該病院に届け出ている患者について緊急時にいつでも対応し、必要があれば入院を受け入れること[3]。
- 入院希望患者に対して在宅医療を提供している医療機関と連携し、3月に1回以上、診療情報の交換をしていること[3]。